# Fernando Carro
Fernando Carro Morillo (Madrid, 1 de abril de 1992) es un deportista español que compite en atletismo, especialista en la prueba de 3000 m obstáculos. Ganó una medalla de plata en el Campeonato Europeo de Atletismo de 2018.

## Trayectoria
Es internacional desde 2009 cuando debutó en el Campeonato Mundial sub-18. Fue campeón de España de 3000 m obstáculos en 2018, 2019 y 2020 (distancia en la que estableció la plusmarca nacional en 2019).
En agosto de 2018, en el Campeonato Europeo, obtuvo la medalla de plata en los 3000 m obstáculos, al quedar segundo en la final con un tiempo de 8:34,16, siendo superado por el francés Mahiedine Mekhissi-Benabbad.
Participó en dos Juegos Olímpicos de Verano, en Río de Janeiro 2016 fue decimotercero en su eliminatoria y no se pudo clasificar para la final, y en Tokio 2020 no terminó la primera ronda.
En 2022 empezó a competir en distancias más largas, y se proclamó campeón de España de media maratón.
Participó en los 3000 m obstáculos del Campeonato de Europa de 2024, pero tuvo que abandonar en su serie tras sufrir una dura caída.

## Palmarés internacional
| Campeonato Europeo | Campeonato Europeo | Campeonato Europeo | Campeonato Europeo |
| Año                | Lugar              | Medalla            | Prueba             |
| ------------------ | ------------------ | ------------------ | ------------------ |
| 2018               | Berlín (Alemania)  | Medalla de plata   | 3000 m obstáculos  |

## Resultados internacionales
| Año  | Competición                              | Lugar                  | Resultado                      | Distancia    |
| ---- | ---------------------------------------- | ---------------------- | ------------------------------ | ------------ |
| 2009 | Campeonato Mundial Juvenil               | Bresanona, Italia      | 7.º en eliminatoria (8:37.77)  | 3000 m       |
| 2009 | Festival Olímpico de la Juventud Europea | Tampere, Finlandia     | 7.º (8:43.37)                  | 3000 m       |
| 2011 | Campeonato Mundial de Campo a Través     | Punta Umbría, España   | 69.º                           | júnior       |
| 2011 | Campeonato Europeo júnior                | Tallinn, Estonia       | 4.º (8:54.26)                  | 3000 m obst. |
| 2011 | Campeonato Europeo de Campo a Través     | Velenje, Eslovenia     | 61.º                           | júnior       |
| 2012 | Campeonato Europeo de Campo a Través     | Budapest, Hungría      | 34.º                           | júnior       |
| 2013 | Campeonato Europeo sub-23                | Tampere, Finlandia     | 7.º (8:45.62)                  | 3000 m obst. |
| 2014 | Campeonato Iberoamericano                | São Paulo, Brasil      | 2.º (8:39.66)                  | 3000 m obst. |
| 2015 | Campeonato Mundial                       | Pekín, China           | 7.º en eliminatoria (8:38.05)  | 3000 m obst. |
| 2016 | Juegos Olímpicos                         | Río de Janeiro, Brasil | 13.º en eliminatoria (8:53.17) | 3000 m obst  |
| 2018 | Campeonato Europeo                       | Berlín, Alemania       | 2.º (8:34.16)                  | 3000 m obst. |
| 2019 | Campeonato Europeo por Equipos           | Bydgoszcz, Polonia     | 1.º (8:27.26)                  | 3000 m obst. |
| 2019 | Campeonato Mundial                       | Doha, Catar            | 11.º (8:12.31)                 | 3000 m obst. |
| 2021 | Juegos Olímpicos                         | Tokio, Japón           | DNF (s.)                       | 3000 m obst. |
| 2024 | Campeonato Europeo                       | Roma, Italia           | DNF (s.)                       | 3000 m obst. |

## Mejores marcas personales
| Distancia    | Tiempo     | Lugar               | Fecha                |
| ------------ | ---------- | ------------------- | -------------------- |
| 1500 m       | 3:35,90    | Castellón (España)  | 24 de agosto de 2020 |
| 3000 m       | 7:51,69    | Madrid (España)     | 25 de julio de 2019  |
| 3000 m obst. | 8:05,69 RN | Montecarlo (Mónaco) | 13 de julio de 2019  |
| 5000 m       | 13:32,11   | Nerja (España)      | 4 de julio de 2020   |
| 10000m       | 28:28,68   | Braga (Portugal)    | 7 de abril de 2018   |